# 南井上地区
南井上地区（みなみいのうえちく）は、徳島県徳島市北西部の地区である。

## 地理
1955年に徳島市に編入された名東郡旧国府町を南北に3分した中部にあたる。さらに以前の市町村制後の市町村では、名東郡旧南井上村に当たる。

### 地形
| 河川     | 解説                                         |
| -------- | -------------------------------------------- |
| 飯尾川   | 吉野川の支流鮎喰川の支流。北井上地区との境。 |
| 逆瀬川   | 飯尾川の支流。                               |
| 西大堀川 | 飯尾川の支流。                               |
| 東大堀川 | 飯尾川の支流。                               |

- 飯尾川下流

### 隣接する地区
徳島市外は地区の代わりに町村。
北井上地区とは飯尾川を挟み、橋で結ばれている。ただし飯尾川右岸（南）の一部が北井上地区なので、そこでは陸続きである。

### 大字
人口は徳島市による推計（2011年6月）。読みは「こくふちょう」を省略。
| 大字         | 読み         | 人口 | 備考                                    |
| ------------ | ------------ | ---- | --------------------------------------- |
| 国府町川原田 | かわはらだ   | 0254 |                                         |
| 国府町東高輪 | ひがしたかわ | 0396 |                                         |
| 国府町西高輪 | にしたかわ   | 0309 |                                         |
| 国府町日開   | ひがい       | 2869 |                                         |
| 国府町池尻   | いけじり     | 0545 |                                         |
| 国府町花園   | はなぞの     | 0288 |                                         |
| 国府町敷地   | しきじ       | 0232 |                                         |
| 国府町井戸   | いど         | 1292 |                                         |
| 国府町桜間   | さくらま     | 0207 |                                         |
| その他       |              | 0004 | 世帯数3に満たない井戸・桜間の小字の合計 |
| 計           |              | 6029 |                                         |

## 行政
南井上地区に市役所の支所はないが、支所の業務は市役所本庁ではなく国府支所（一部は北井上支所）が行う。

## 歴史
- 0896年00月00日 - 名方郡が名東郡と名西郡に分割。
- 0000年00月00日 - 日開などが新設された以西郡に分割。
- 1664年00月00日 - 以西郡が廃止され名東郡に戻った。
- 1889年10月01日 - 町村制施行に伴い、名東郡井戸村・花園村・東高輪村・西高輪村・日開村・池尻村・敷地村・川原田村・桜間村が合併し、南井上村が成立。
- 1953年00月00日 - 昭和の大合併に際し、国府町が北井上村・南井上村・入田村との1町3村での合併案を採用[3]。
- 1955年02月01日 - 国府町（1月1日に編入した入田村の一部を含む）・北井上村・南井上村が合併し、新 国府町が発足。
- 1967年01月01日 - 国府町が徳島市に編入。
- 2007年08月29日 - 国府町日開から鮎喰川東側にかけての約4kmに渡って竜巻が発生した。

## 交通
鉄道はJR四国徳島線が通過しているが駅はない。

### 道路
- 都道府県道（網羅していない可能性あり）
  - 徳島県道29号徳島環状線 - 地区東部を南北に貫く。
  - 徳島県道30号徳島鴨島線 - 地区を東西に貫く。
  - 徳島県道206号西黒田中村線 - 地区西部を南北に貫く。
  - 徳島県道232号平島国府線

### 橋
| 橋       | 川     | 対岸の地区   | 対岸の町   | 道路         |           |
| -------- | ------ | ------------ | ---------- | ------------ | --------- |
| 川原田橋 | 飯尾川 | 国府町川原田 | 北井上地区 | 国府町芝原   | 県道206号 |
| 榎島橋   | 鮎喰川 | 国府町東高輪 | 北井上地区 | 国府町東黒田 | 県道29号  |

## 施設

### 公共施設
- 徳島市農村環境改善センター
- 健祥会プレゼンテーション
  - 徳島県介護実習・普及センター

### 教育機関
- 徳島市南井上小学校
- 徳島市南井上幼稚園
- 徳島健祥会福祉専門学校

### 社寺・史跡
- 井上八幡神社
- 井戸寺 - 四国八十八箇所霊場第17番札所。
- 良音寺

### その他
- 国府町CATV（ケーブルテレビ局）

- 井戸寺